# Marthe Nespoulous
Marthe Nespoulous, o Nespoulos (París, 1 de maig de 1894 - Bordeus, 6 d'agost de 1962), fou una soprano francesa.
Interessada per la música i el cant com a aficionada, estudià amb la professora Mme Billa-Azéma. Cantant el «Pie Jesu», del Rèquiem de Fauré, durant el funeral de Sarah Bernhardt, va atreure l'atenció de Jacques Rouché, el gran cap de l'Opéra de París, que la contractà. El 1923 va debutar-hi com a la jove babilònia a l'Hérodiade de Massenet. Seguiren després altres òperes i els primers papers en diversos teatres d'Europa i Amèrica, com La Monnaie de Brussel·les, l'Opera de MonteCarlo, el San Carlo de Nàpols, el Liceu de Barcelona, on va cantar la temporada 1933-1934, o el Colon de Buenos Aires.
A partir de 1947 va ser professora de cant del Conservatori de Bordeus.